# Ghiacciaio Anuchin
Il ghiacciaio Anuchin (in inglese Anuchin Glacier) è un ghiacciaio situato sulla costa della Principessa Astrid, nella Terra della Regina Maud, in Antartide. Il ghiacciaio, il cui punto più alto si trova a circa 800 m s.l.m., fluisce verso sud fino al lago Untersee, sul versante settentrionale dei monti Gruber.

## Storia
Il ghiacciaio Anuchin fu scoperto e quindi delineato sulla base di fotografie aeree effettuate durante la spedizione Nuova Svevia nel 1938-39. In seguito esso fu mappato sempre più precisamente dapprima grazie a fotografie aeree della sesta spedizione antartica norvegese, 1956-60, e poi della spedizione antartica sovietica, 1960-61, che lo battezzò con il suo attuale nome in onore del geografo sovietico Dmitry Nikolayevich Anuchin.